# 山西省 (清朝)
山西省（穆麟德轉寫：sansi golo），为清朝的内地十八省的一个省。

## 历史
- 清代，把长城以外的呼和浩特等地划入山西，山西共设9府、16州、108个县。山西的商业与金融业十分活跃，出现了闻名全国的山西票号，山西商人在全国建立了许多会馆如山西会馆、泽潞会馆或山陕会馆等。
- 光绪元年至四年（1875-1878年）间多省发生特大旱灾饥荒，其中以山西的灾情最为严重，太原府100万人死95万。全国总死亡数计950万-2000万不等，也就是清朝人口的约2-4%[1]。
- 1900年义和团运动期间，山西省发生很多针对基督徒和传教士的屠杀事件。中国内地会的刊物记载说，在山西省北部共有15,000到20,000名本地信徒被杀害。其中著名的有太原教案[2]。

## 督抚沿革
1644年，设宣大总督，驻大同镇，山西布政使司、山西巡抚，驻太原府。1658年裁撤宣大总督，1661年，设山西总督，驻太原府，1666年，裁撤山西总督，山西陕西总督管理山西。1675年—1680年、1725年—1726年一度再设山西总督。山西总督裁撤後，山西只有巡抚，没有总督。

## 行政区划
| 山西省行政区划图（1820年） |
| 太原府 汾州府 潞安府 泽州府 辽州 沁州 平定州 蒲州府 平阳府 解州 隰州 霍州 大同府 朔平府 宁武府 绛州 忻州 保德州 代州 归绥六厅 |

清朝下轄九府、十直隸州，共計十二廳、六州、八十五縣：

### 冀宁道
- 太原府
  - 下辖：阳曲县（附郭）、太原县、榆次县、太谷县、祁县、徐沟县、清源县（1763年并入徐沟县）、交城县、文水县、岢岚州、岚县（1725年之前属岢岚州）、兴县（1724年之前属岢岚州，1724年—1725年属保德州）。
- 汾州府
  - 下辖：汾阳县（附郭）、孝义县、平遥县、介休县、石楼县、临县、永宁州、宁乡县（雍正前属永宁州）。
- 潞安府
  - 下辖：长治县（附郭）、长子县、屯留县、襄垣县、潞城县、黎城县、壶关县、平顺县（1764年裁撤）。
- 泽州府，1728年之前为泽州直隶州
  - 下辖：凤台县（附郭，1728年设）、高平县、阳城县、陵川县、沁水县。
- 辽州直隶州
  - 下辖：榆社县、和顺县。
- 沁州直隶州
  - 下辖：沁源县、武乡县。
- 平定直隶州，1724年从太原府划出
  - 下辖：寿阳县（1724年之前属太原府）、盂县（1724年之前属太原府）、乐平县（1724年之前属太原府，1796年裁撤）。

### 河东道
- 蒲州府，原属平阳府，1724年为直隶州，1728年为府
  - 下辖：永济县（附郭，1728年设）、临晋县、虞乡县（1729年分临晋县设）、猗氏县、荣河县、万泉县。
- 平阳府
  - 下辖：临汾县（附郭）、洪洞县、浮山县、岳阳县、曲沃县、翼城县、太平县（1724年—1729年属绛州）、襄陵县（1724年—1729年属绛州）、汾西县（1724年—1729年属隰州）、乡宁县（1771年之前属吉州）、吉州（1724年—1771年为吉州直隶州）。
- 解州直隶州，1724年从平阳府划出
  - 下辖：安邑县、夏县、平陆县、芮城县。
- 绛州直隶州，1724年从平阳府划出
  - 下辖：闻喜县（1724年之前属解州，1724年—1729年属平阳府）、绛县（1724年—1729年属平阳府）、稷山县、河津县（1724年之前属蒲州）、垣曲县（1724年—1729年属解州直隶州）。
- 隰州直隶州，1724年从平阳府划出
  - 下辖：蒲县（1724年之前属平阳府，1724年—1731年属吉州直隶州）、大宁县、永和县。
- 霍州直隶州，1771年从平阳府分出
  - 下辖：赵城县（原属平阳府）、灵石县（原属平阳府）。

### 雁平道
- 大同府，1649年改为阳和府，1651年改为大同府
  - 下辖：大同县（附郭）、怀仁县、浑源州、应州、山阴县（1730年之前属应州）、广灵县（1728年之前属蔚州）、灵丘县（1728年之前属蔚州）、阳高县（1725年改卫为县）、天镇县（1725年改卫为县）。
- 朔平府，1725年设
  - 下辖：右玉县（附郭，1725年改右玉卫设）、左云县（1725年改左云卫设）、平鲁县（1725年改平鲁卫设）、朔州（1725年之前属大同府）、马邑县（1725年之前属朔州，1796年裁撤）。
- 宁武府，1725年设
  - 下辖：宁武县（附郭，1725年改宁武所设）、神池县（1725年改神池堡设）、偏关县（1725年改偏关所设）、五寨县（1725年改五寨堡设）。
- 忻州直隶州，1724年从太原府划出
  - 下辖：定襄县、静乐县（1724年之前属太原府）。
- 保德直隶州，1724年从太原府划出
  - 下辖：河曲县。
- 代州直隶州
  - 下辖：五台县、繁峙县、崞县。

### 归绥道
1741年，设归绥道
- 归化城厅（附郭，1723年设）、萨拉齐厅（1734年设）、丰镇厅（1750年设）、托克托厅（1736年设）、宁远厅（1750年设）、清水河厅（1736年设）、和林格尔厅（1734年设）、兴和厅（1902年设）、武川厅（1902年设）、陶林厅（1902年设）、五原厅（1902年设）、东胜厅（1907年设）

## 外部衔接
- 《中国行政区划通史·清代卷》